# Nikolai Melnitski
Nikolai Mikhàilovitx Melnitski (en ucraïnès Николай Михайлович Мельницкий, Kíiv, 9 de maig de 1887 - París, 7 de novembre de 1965) va ser un tirador ucraïnès que va competir sota bandera de l'Imperi Rus a començaments del segle xx.
El 1912 va prendre part en els Jocs Olímpics d'Estocolm, on disputà quatre proves del programa de tir. Guanyà la medalla de plata en la prova per equips de pistola militar, 30 metres. En la prova de pistola militar, 50 metres fou quart, en la de pistola de foc, 25 metres 22è i en la de pistola, 50 metres 33è.